# Salmo macrostigma
Salmo macrostigma es una especie de pez del género Salmo.

## Descripción
La especie cuenta con 13-15 radios blandos dorsales, 11-13 radios blandos anales, 10-11 pterigióforos en la aleta anal y 57-58 vértebras. La aleta dorsal es más alta que larga, además la caudal está más bifurcada que en otras especies del género. Presenta 8-12 bandas o manchas de color oscuro y de forma redonda en la parte de los costados, estas marcas son más visibles en ejemplares juveniles y perduran hasta la adultez. Es una especie con algunas escamas pequeñas entre la aleta adiposa y la línea lateral. Mide aproximadamente 60 cm de longitud (23,62 pulgadas).

## Distribución y hábitat
Se distribuye por África, también es posible que habite en las cuencas mediterráneas de Marruecos. Especie marina bentopelágica de agua dulce y salobre, anádroma, que se alimenta de renacuajos, insectos y urodelos.